# Гуляйпольский городской совет
Гуляйпольский городской совет (укр. Гуляйпільська міська рада) — входит в состав
Гуляйпольского района
Запорожской области
Украины.
Административный центр городского совета находится в 
г. Гуляйполе.

## Населённые пункты совета
- г. Гуляйполе
- с. Весёлое
- с. Затишье
- с. Зелёный Гай
- с. Марфополь

## Ликвидированные населённые пункты совета
- с. Культурное